# 三宅富治
三宅 富治（みやけ とみはる、1885年（明治18年）2月 - 不明 ）は、日本の銀行家であり、実業家である。漢城銀行（現・新韓銀行）常務取締役となり、戦後日本製鋼所参事を務めた。岡山県高梁市出身。

## 経歴

### 生い立ち
1885年（明治18年）岡山県川上郡大賀村（現：高梁市）に生れる。その後、地元の旧制岡山県立高梁中学（現：岡山県立高梁高等学校）へ入学、同期には、東京競馬場長・日本競馬会（現：日本中央競馬会）常務理事の横屋潤、大阪無線電気学校（現：大阪電気通信大学）の初代校長となる長野新十郎がいた。
1903年（明治36年）、同校を卒業し、翌年、旧制第六高等学校文科甲類と札幌農学校予習科を受験する。岡山市にある旧制第六高等学校へ進学し、1908年（明治41年）6月に同校を卒業する。同年、東京帝国大学工科大学へ進学し、1912年（明治45年）7月同校経済学科を卒業する。

### 銀行家として
東大卒業後、朝鮮半島へ渡りソウルにある朝鮮商業銀行へ就職する。1914年（大正3年）10月に漢湖農工銀行へ転職し、調査役となり、1917年（大正6年）、営業課長へ昇進する。翌、1918年（大正７年）朝鮮殖産銀行が設立されると同行へ異動し、総務部配属となる。1919年（大正8年）7月、本店検査役となり、1921年（大正11年）新義州支店長となる、その後、馬山支店長を経て、1931年（昭和6年）3月には、全州支店長となる。
三宅は日本統治下の朝鮮金融界に最初期から関わり、全州支店長時代には、全州の開拓を推進し、米の生産力の向上に貢献した。また、農業投資の観点からこの時、水利組合農会の幹事等も務めていた。この後、朝鮮殖産銀行が、ソウルにある漢城銀行の株式の過半数近くを取得し、子会社として、1938年（昭和13年）、三宅は漢城銀行の常務取締役として出向する。第二次世界大戦で日本が敗戦すると、東京都目黒区へ引き上げる。
戦後、地元の旧制中学の先輩である杉政人が社長を務めるなど、関係が深かった日本製鋼所へ転職し参事を務める。1957年（昭和32年）まで活動が確認されている。

## 略歴
- 1885年 - 岡山県川上郡大賀村（現：高梁市）で出生
- 1903年 - 18歳で旧制岡山県立高梁中学（現：岡山県立高梁高等学校）を卒業
- 1908年 - 23歳で旧制第六高等学校文科甲類を卒業
- 1912年 - 27歳で東京帝国大学工科大学経済学科を卒業、朝鮮商業銀行へ就職
- 1914年 - 漢湖農工銀行へ転職
- 1917年 - 営業課長へ就任
- 1918年 - 朝鮮殖産銀行へ入行
- 1919年 - 同行本店検査役へ就任
- 1921年 - 36歳で新義州支店長へ就任
- 1931年 - 全州支店長へ就任
- 1938年 - 53歳のとき子会社である漢城銀行の常務取締役へ就任
- 1945年 - 第二次世界大戦終戦後、東京へ引き上げ、日本製鋼所参事へ就任